# ان‌جی‌سی ۷۰۴۰
ان‌جی‌سی ۷۰۴۰ (انگلیسی: NGC 7040) یک کهکشان مارپیچی است که در فاصله ۲۶۰ میلیون سال نوری از ما در صورت فلکی اسب کوچک قرار دارد. قطر تخمینی آن ۴۲۶۰۰ سال نوری است. NGC 7040 توسط ستاره شناس مارک هرینگتون در ۱۸ اوت ۱۸۸۲ کشف شد.